# Ahmed Réda Benchemsi
Ahmed Reda Benchemsi, né à Casablanca le 19 mai 1974,  est un journaliste maroco-américain et chercheur à l'université Stanford. Il est le fondateur et ex-directeur de publication des hebdomadaires marocains TelQuel (en français) et Nichane (en darija). 
Il également le cofondateur et le directeur de publication  de Free Arabs, un magazine en ligne sur le monde arabe.

## Biographie
Ahmed Reda Benchemsi a étudié au collège et lycée Al Jabr. En 1995, il obtient une maîtrise d'économie du développement à la Sorbonne. Il étudie l'économie à l'université Paris 8 Vincennes-Saint-Denis et passe avec succès, en 1998, un DEA sur le monde arabo-musulman à Sciences Po Paris,.
Puis il devient concepteur à Saga Communication et journaliste à La Vie économique au Maroc, correspondant à Jeune Afrique, avant de fonder l'hebdomadaire francophone TelQuel.
N'hésitant pas dans ses éditoriaux à traiter aussi bien de la politique du Maroc, de la monarchie et de l'islam en passant par la banalisation des tabous et des interdits des sociétés islamiques.
En 2010, trois mois après la fermeture de Nichane, Ahmed Réda Benchemsi annonce, dans une édition de son magazine Telquel, sa démission du poste de directeur et éditorialiste de ce magazine. Il occupe depuis un poste de chercheur à l'université Stanford aux États-Unis.
Le 11 juillet 2013, à la suite d'une plainte en diffamation, Ahmed Benchemsi est mis en examen à Paris.
En 2016, il devient directeur de la communication et du plaidoyer pour le monde arabe, auprès de Human Rights Watch.
Il possède la double nationalité marocaine, et américaine. 